# Robert Sanders (1er baron Bayford)
Robert Arthur Sanders, 1er baron Bayford, (20 juin 1867-24 février 1940) est un homme politique britannique. 

## Jeunesse et éducation
Fils d'Arthur Sanders, de Fernhill, île de Wight, il est né à Paddington, Londres et fait ses études à Harrow et Balliol College d'Oxford où il obtient son diplôme avec mention en droit. Il est devenu avocat à Inner Temple en 1891. 

## Carrière politique
Il est député conservateur de Bridgwater, Somerset de 1910 à 1923. Pendant ce temps, il sert également de 1911 à 1917 en tant que lieutenant-colonel avec le Royal North Devon Yeomanry, servant à Gallipoli, ainsi qu'en Égypte et en Palestine. Il est nommé lieutenant adjoint du Somerset en 1912. 
Il est trésorier de la maison (whip en chef adjoint du gouvernement à la Chambre des communes), de 1918 à 1919, et junior Lords du Trésor de 1919 à 1921. Il occupe ensuite un poste ministériel en tant que Sous-secrétaire d'État à la guerre de 1921 à 1922 et ministre de l'Agriculture et des Pêches de 1922 à 1924. Il est créé baronnet dans les honneurs du Nouvel An 1920 et nommé au Conseil privé en 1922. 
Il siège pour Wells de 1924 à 1929, lorsqu'il est élevé à la pairie en tant que baron Bayford, de Stoke Trister, dans le comté de Somerset. 

## Vie privée
Sanders épouse Lucy Sophia, fille de William Halliday, en 1893. Ils ont un fils Arthur Sanders et deux filles. Comme son fils unique s'est suicidé en 1920, le titre s'éteint à la mort de Bayford en février 1940, à l'âge de 72 ans. Lady Bayford est décédée en septembre 1957 . 